# 福克蘭 (特拉華州)
福克蘭（英語：Faulkland）是位於美國特拉華州紐卡斯爾縣的一個非建制地區。該地的面積和人口皆未知。

## 地理
福克蘭的座標為39°44′51″N 75°38′08″W / 39.74750°N 75.63556°W，而該地的平均海拔高度為30米（即98英尺）。